# Giuseppe Maria Buini
Pour les articles homonymes, voir Bovina.
Giuseppe Maria Buini, aussi connu sous les transcriptions de Bovina ou Buina, né à Bologne entre 1680 et 1695 et mort à Alexandrie le 13 mai 1739, est un compositeur, organiste, poète et librettiste italien du XVIIIe siècle.

## Biographie
Giuseppe Maria Buini naît à Bologne et devient rapidement un compositeur prolifique de musique d'opéra, principalement dans le genre opera buffa. Ses pièces étaient jouées à Venise et dans sa ville natale. Il a aussi écrit beaucoup des livrets qui complétaient sa musique, ce qui était peu commun à son époque. Beaucoup de ses livrets comiques d'opéra ont été réécrits par d'autres compositeurs. Selon l'historien Edward Joseph Dent, son influence a pu être remarquée dans le livret qu'écrit Carlo Goldoni pour Baldassare Galuppi. Il meurt en 1739 à Alexandrie. Une très petite partie de son œuvre lui survit, comme un livre de sonates pour violons et violoncelles, ainsi que quelques cantates et arias.